# Ahorn (Górna Austria)
Ahorn – dawna gmina w Austrii, w kraju związkowym Górna Austria, w powiecie Rohrbach. Liczyła 486 mieszkańców (1 stycznia 2015). 1 stycznia 2019 została przyłączona do gminy Helfenberg.